# 宇都宮空襲
宇都宮空襲（うつのみやくうしゅう）は、第二次世界大戦中に米軍により行われた栃木県宇都宮市およびその近隣地域に対する空襲。その一連の空襲による甚大な被害から宇都宮大空襲とも呼ばれる。

## 宇都宮空襲に至る経緯
明治期から昭和前期にかけて、宇都宮には日露戦争後の軍需拡大によって編成された陸軍第14師団司令部が常設され、その隷下の歩兵第27旅団司令部をはじめ歩兵第59連隊や野砲兵第20連隊、輜重兵第14連隊、騎兵第18連隊などが駐留、これに所属する10,000名を超える軍関係者が常時駐屯した。この軍関係者を顧客とする様々なサービス産業が活況を呈し、バンバと呼ばれた旧・馬場町周辺、現在のオリオン通りを中心とする市街地が発展した。また一方で軍需産業の中島飛行機や関東工業などの誘致にも成功し、軍需に沸く宇都宮は軍都と呼ばれるようになった。
太平洋戦争の末期になると、日本本土の制空権を奪った米軍は、攻撃目標を日本軍施設や軍需工場として長距離爆撃機による空襲を開始、宇都宮師管区の管轄区域にあった北関東の諸都市（太田市や大泉町など）の軍需工場も標的となり、その生産機能は徐々に奪われていった。また一方で、日本の中枢都市や西日本の軍都への空襲も展開し、1945年（昭和20年）3月10日の東京大空襲に代表される大規模な空対地攻撃が行われた。それでも本土決戦の方針を崩さない日本軍に対し、米軍は日本国民の日常生活を奪ってその戦意を喪失させるべく、攻撃目標を徐々に中小都市の中心市街地にまで拡大した。この頃には日本近海の制海権もほぼ米軍が掌握するところとなり、日本本土のあらゆる都市が米軍空母艦載機や占領された日本近海の離島から飛来する機体による銃爆撃に曝され、軍都・宇都宮も同年7月以降、7月12日深夜のB-29重爆撃機による大空襲をはじめ、硫黄島からB-29の直掩機として飛来する米国陸軍戦闘機P-51等による急襲を受けることとなった。

## 主な空襲
- 1945年（昭和20年）7月10日 - 米軍バンク機が宇都宮飛行場・宇都宮南飛行場を銃爆撃、近隣民家が被災、約5名が死亡。
- 1945年（昭和20年）7月12日 - 米軍B-29重爆撃機133機が宇都宮市街地域を中心に爆撃、市街区域の約65%の地域が被災、600余名が死亡した。この日の空襲を特に宇都宮大空襲とよぶ。
- 1945年（昭和20年）7月28日 - 米軍戦闘機が来襲し、宇都宮駅北にあった日清製粉の工場で金属回収作業中の下野中学校（現作新学院高等学校）の生徒5名が死亡[1]。さらに小金井駅（現在の栃木県下野市）もその急襲を受け31名が死亡（小金井空襲）。
- 1945年（昭和20年）7月30日 - 米軍戦闘機が宇都宮市街を銃爆撃、10名余が死亡。
- 1945年（昭和20年）8月13日 - 米軍戦闘機が宇都宮飛行場を爆撃、約10名が死亡。

## 宇都宮大空襲

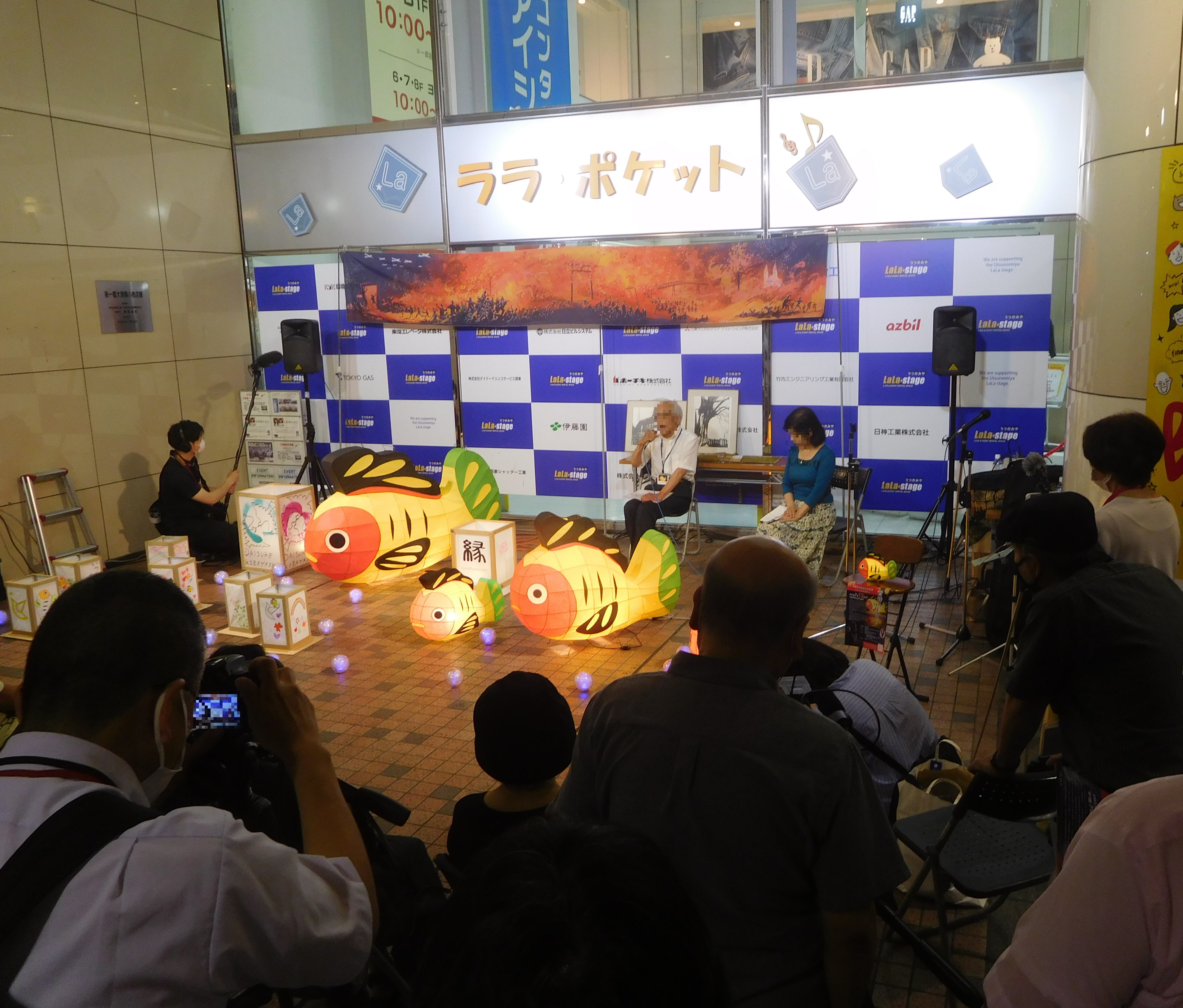
宇都宮空襲追悼イベント（2021年7月12日）

1945年（昭和20年）7月12日夕方（日本時間）にテニアン基地のハゴイ飛行場を飛び立ったB-29の編隊133機（第21爆撃機軍団第58航空団）は、同午後11時頃に鹿島灘から日本本土に侵入、茨城県水戸市上空を西進して栃木県に進入、同午後11時19分（米軍資料による）に宇都宮への空襲が開始された。攻撃目標は現在の宇都宮市立中央小学校であった。この日は降雨による悪天候であったため、宇都宮駅周辺、栃木県庁周辺、宇都宮市役所周辺、東武鉄道東武宇都宮駅といった中心市街地一帯、当時の宇都宮市域の約65%が被災したものの、全滅は免れた。なお、空襲は宇都宮市域だけでなく、近隣町村である雀宮町、城山村、横川村、瑞穂野村、清原村、平石村、姿川村、豊郷村地区（以上は現・宇都宮市）、鹿沼町（現・鹿沼市）、真岡町（現・真岡市）、祖母井町（現・芳賀町）にも及んだ。翌日午前1時39分（米軍資料による）に空襲が終了し、米軍機編隊は東方に飛び去った。使用された爆弾はE46集束焼夷弾10,500発、M47焼夷弾2,204発であり、計802.9tが投下された。この空襲による罹災人口は47,976人、罹災世帯数10,603世帯、死者628名、負傷者約1,150名、焼失戸数9,490戸といわれている。
この空襲で黒焦げになった旭町の大いちょうはそのまま枯死すると思われたが、翌1946年（昭和21年）春に新芽を吹いたことから、宇都宮の復興のシンボルと呼ばれることとなった。